# Uno entre mil
Uno entre mil es el nombre del tercer álbum de estudio grabado por el intérprete mexicano Manuel Mijares. Fue lanzado al mercado por la empresa discográfica EMI Capitol México el 9 de agosto de 1988 ganando 3 discos de oro y 1 discos de platino en México. El álbum fue dedicado al padre del artista.

## Historia
Este álbum fue el último en la relación artística entre el equipo de producción creado para EMI Capitol y conformada por Miguel Blasco, José Ramón Flórez, Jesús Glück, Gian Pietro Felisatti y Manuel Mijares. 
El álbum fue editado en lenguaje Italiano titulado "Uno su mille".

## Lista de canciones

### Uno entre mil (Edición LP)
| Lado A |                              |                                   |          |  |
| N.º    | Título                       | Escritor(es)                      | Duración |  |
| 1.     | «Soldado del amor»           | Gonzalo F. Benavides · P. Pinilla | 3:40     |  |
| 2.     | «Un centavo de amor»         | J.R. Florez · Gian P. Felisatti   | 3:54     |  |
| 3.     | «Como un ladrón»             | J.R. Florez · P. Pinilla          | 3:46     |  |
| 4.     | «Con un nudo en la garganta» | J.R. Florez                       | 3:20     |  |
| 5.     | «Tan solo»                   | Alejandro Filio                   | 3:59     |  |

| Lado B |                                      |                                                      |          |  |
| N.º    | Título                               | Escritor(es)                                         | Duración |  |
| 1.     | «La guerra del amor»                 | J.R. Florez · M. Blasco                              | 4:16     |  |
| 2.     | «Uno entre mil» (Uno su mille)       | F. Migliacci · R. Fia Adapt: al español: J.R. Florez | 3:36     |  |
| 3.     | «El breve espacio»                   | Silvio Rodríguez · Pablo Milanés                     | 4:03     |  |
| 4.     | «No quiero perderte»                 | Gonzalo F. Benavides                                 | 3:08     |  |
| 5.     | «Nube azul» (Il cielo in una stanza) | Paoli · Vessicchio Adapt: al español J.R. Florez     | 3:56     |  |

## Sencillos
- Soldado del amor
- Uno entre mil
- Tan solo
- El breve espacio

### Posicionamientos
| #  | Título             | México | Hot Latin Estados Unidos | Argentina | Costa Rica | Chile | Colombia | Venezuela | Uruguay |
| -- | ------------------ | ------ | ------------------------ | --------- | ---------- | ----- | -------- | --------- | ------- |
| 1. | "Soldado del amor" | #1     | #1                       | #1        | #1         | #1    | #1       | #1        | #1      |
| 2. | "Uno entre mil"    | #1     | #3                       | #1        | #1         | #1    | #1       | #1        | #1      |
| 3. | "Tan solo"         | #5     | #7                       | #2        | #3         | #7    | #1       | #1        | #12     |
| 4. | "El breve espacio" | #2     | #5                       | #2        | #1         | #1    | #1       | #4        | #3      |

### Posicionamientos del álbum
El álbum logró la 19.ª posición en Cartelera Álbumes de Pop latino.

## Equipo técnico
- Realizado y dirigido por: Jesús Glück
- Director de arte y productor ejecutivo: Miguel Blasco
- Colabora en la producción artística: José Antonio Álvarez Alija
- Arreglos: Jesús Glück y Loris Ceroni
- Ingeniero de Grabación y Mezclas: José Antonio Álvarez Alija